# 新井里美
新井里美（日语：／ Arai Satomi，1980年7月4日—），日本女性聲優。旧為YU-RIN PRO所屬，現所屬新井聲務所。埼玉縣出身。血型AB型。已婚，丈夫下山吉光也是聲優。

## 簡介

### 經歷
- 埼玉縣立浦和西高等學校畢業後。為了成為聲優而前往專門學校東京放送學院放送聲優科就讀。
- 2010年6月28日在自己的blog裡，表示需要休養。不過在7月裡每週都更新blog（星期日更新），8月宣布回歸工作。而休養期間的作品由其他聲優代演（後述）。
- 第五回聲優獎上獲頒「女配角獎」[3]。

### 人物
- 就讀埼玉縣立浦和西高等學校二年級（16歲）時與友人一同參加第51回《超級變變變》，結果只得14分而被淘汰。
- 因為聲音特别，所以在圈内有個外號“大媽”。但許多人也正因為這獨特的聲線而喜爱她。
- 非常喜歡香蕉，相反地非常討厭酸梅，和代表作的角色蒼葉梢完全相反，本人說：「酸梅是讓什麼都吃的我感到恐懼的食物」，但最终克服了。[4]
- 曾经和一起演出《科學超電磁砲》的佐藤利奈在其他作品中也常常一起演出。
- 作為來賓參加廣播節目（第2回），被生天目仁美說了：「雖然是這種人，但是站姿非常漂亮」，因而太高興而不小心流出口水。
  - 穿著有根的鞋子和有點短的裙子，「喀喀喀喀」的走路姿態非常漂亮，只看那個身影的話，如同擔任高階主管的女性。在節目中被生天目仁美說了：「妳不要講話比較好吧？」。
  - 同一節目的第11回，被臨時主持人下屋則子說了：「外表感覺是非常清秀、幹練的OL」。
- 本人說，在收錄電影版《機動戰士Z鋼彈》的時候，被富野由悠季叱責過演技。「妳到底幾歲啊？憑這種演技，到目前為止是怎麼活過來的！？」被說了這種人生被否定似的話，於是曾經想過，想要就這樣被車輾過（死去）。但是，多虧了富野的嚴格指導，演技也因此大幅提升。2005年後，在許多動畫中，一人分飾多角的工作也變多了。

### 代演
新井在休養期間的角色，由以下聲優代演。
- 小櫻悅子（《妖怪少爺》：納豆小僧（9話 - 20話））
- 豐崎愛生（《出包王女》：沛凱[5] ）
- 中原麻衣（《FAIRY TAIL》：比絲卡·姆蘭（44話））

## 參與作品
主要角色以粗體顯示

### 電視動畫
2003年
- 數碼寶貝最前線（机车兽（鼹鼠型））
- 真珠美人魚（可可）

2004年
- 阿貴
- 麻辣女孩（ジョス）
- 蒼穹之戰神（要咲良）
- Hi Hi Puffy AmiYumi（ハーモニー）

2005年
- 阿貴 第2期
- おちゃめな魔女サブリナ（ジェム・ストーン）
- 地獄少女（菅野純子）
- 灼眼的夏娜（燐子）
- 星艦駕駛員（七瀨ユキノ）
- 哈姆太郎（きのこちゃん）
- VIEWTIFUL JOE（メリー）
- 怪俠索羅利（妮莉）
- 神奇寶貝超世代（ツグヨ）
- 我們的仙境（蒼葉梢 / 赤坂早紀 / 金澤魚子 / 綠川千百合 / 紺野棗）
- LOVELESS（女學生、媽媽）
- 魯邦三世 天使的策略 ～夢中的裝置是殺人香味～（ボンバー・リンダ）

2006年
- 金色琴弦～primo passo～（高遠美緒）
- Code Geass 反叛的魯路修（篠崎咲世子）
- COYOTE RAGTIME SHOW（マーチ）
- 零之使魔（フレイム）
- 戰吼（阿古屋真秋）
- RAY THE ANIMATION（真美）

2007年
- 銀魂（脅薰）
- 灼眼的夏娜II（巨大燐子）
- 零之使魔 ～雙月的騎士～（モートソグニル）
- 東京魔人學園劍風帖 龍龍（櫻井小蒔）
- 東京魔人學園劍風帖 龍龍 第貳（櫻井小蒔）
- 交響情人夢（菅沼沙也）
- 英雄時代（比諾比）
- BLUE DRAGON（主人的影子）
- 神奇寶貝鑽石&珍珠（小麥）
- 魔人偵探腦嚙涅羅（アナウンサー）
- 名偵探柯南（女侍、大庭茜）

2008年
- 水晶之焰（麻奈美）
- Code Geass 反叛的魯路修 R2（篠崎咲世子）
- 死後文（四ツ木七惠）
- 守護甜心（雪貝）
- 零之使魔～三美姬的輪舞～（ヴェルダンデ）
- 魔法禁書目錄（白井黑子）
- 出包王女（沛凱）
- 二十面相少女（トメ）
- 光速大冒險PIPOPA（小波）
- 伯爵與妖精（ブラウニーA）

2009年
- 金色琴弦～secondo passo～（高遠美緒）
- 天國少女（娜潔拉）
- 鬍子小雞（媽媽）
- 大正野球娘。（安娜·卡特蘭德）
- 科學超電磁砲（白井黑子）

2010年
- 嬌蠻貓娘大橫行（鈴木）
- 大神與七位夥伴（旁白）
- 妄想學生會（畑蘭子）
- 妖怪少爺（納豆小僧）
- 魔法禁書目錄Ⅱ（白井黑子）

2011年
- 這樣算是殭屍嗎？（水母美迦洛）
- FAIRY TAIL魔導少年（比絲卡‧姆蘭）（ビスカ・ムーラン）
- 眾神中的貓神（天仓守灯媛）
- 花開物語（押水佳代子）

2012年
- 愛殺寶貝（“其他女声”）
- 襲來！美少女邪神（夏塔小弟、伊斯香）
- 咲-Saki- 阿知賀篇 episode of side-A（花田煌）
- 哆啦A夢（安雄、事件定時炸彈）
- 名偵探柯南（鏡堂妙子）
- 出包王女Darkness（沛凱）
- 櫻花莊的寵物女孩（空太母（神田明子））

2013年
- 問題兒童都來自異世界？（白夜叉）
- 科學超電磁砲S（白井黑子）
- 襲來！美少女邪神W（夏塔小弟）
- 我是國王大人（旁白）
- 戀愛研究所（杉原老師）
- 噬血狂襲（碧翠絲·巴斯勒）

2014年
- 妄想学生会＊（畑蘭子）
- 宇宙浪子（用務員之妻）
- 咲-Saki- 全國篇（花田煌）
- 世界征服 謀略之星（婆）
- 蠟筆小新（美樹、樂句院蝶子）
- selector infected WIXOSS（艾爾德拉）
- 魔法少女大戰（摩助）
- NO GAME NO LIFE 遊戲人生（女僕）
- 銀河騎士傳（西山拉拉）
- 目隱都市的演繹者（薊）
- 白銀的意志 ARGEVOLLEN（莉茲·羅德里克）
- selector spread WIXOSS（艾爾德拉）

2015年
- 軍人少女！（小守、老虎啾）
- 幸腹塗鴉（內木母親）
- 蒼穹之戰神 EXODUS（要咲良）
- 魔法少女奈葉ViVid（愛爾絲·塔斯敏）
- 銀魂°（脇薰）
- 銀河騎士傳 第九行星戰役（西山拉拉）
- 下流梗不存在的灰暗世界（早乙女乙女）
- 出包王女DARKNESS 2nd（沛凱）
- 我家有個魚乾妹（旁白）
- 輕鬆百合 3☆High！（北宮初美）
- 對魔導學園35試驗小隊（杉波朱雀）
- 新妹魔王的契約者 BURST（擂台賽的播報員）

2016年
- 魔法使 光之美少女！（魔法水晶）
- 重裝武器（薇蒂妮·阿普頓）
- Re:從零開始的異世界生活（碧翠絲）
- Anne Happy ♪（梅婆）
- 食戟之靈 貳之皿（露西·雨果）
- 熱情傳奇 The X（シアリーズ）
- 天真與閃電（飯田惠）
- Active Raid－機動強襲室第八課－ 2nd（亞碧蓋兒·馬爾奇涅斯）
- 魔法少女育成計劃（魔法賽璐璐44）
- ViVid Strike!（愛爾絲·塔斯敏）
- 斯特拉的魔法（椎奈的母親）

2017年
- 時間飛船24（侍女）
- 烙印勇士 第2期（伊巴蕾拉）
- 覆面系NOISE（久瀨月果）
- 咕嚕咕嚕魔法陣（皮卡比亞）
- 食戟之靈 餐之皿（露西·雨果）
- 網路勝利組（旁白）

2018年
- 3月的獅子 第2期（高城惠的母親）
- POP TEAM EPIC（魔法使〈第2話B段〉）- 本人也實際演出
- OVERLORD II（佩絲特妮·S·汪可）
- 擁抱！光之美少女（比辛）
- 宇宙戰艦提拉米蘇（本田茂子、小汪〈宇宙吉娃娃〉小型犬）
- Hisone與Masotan（絹番莉莉子）
- 高分少女（矢口奈美惠[6]）
- 人外的新娘（六·七）
- 魔法禁書目錄III（白井黑子）

2019年
- 星光頻道（昭和子、平成子、梅、Jiko）
- RobiHachi（古拉瑪拉絲）
- 異世界四重奏（碧翠絲）
- COP CRAFT（露）
- 普通攻擊是全體二連擊，這樣的媽媽你喜歡嗎？（白瀨／席菈菈瑟／席菈瑟）
- 高分少女II（矢口奈美惠）
- 入間同學入魔了！（斯特拉斯·蘇姬）
- 警視廳 特務部 特殊凶惡犯對策室 第七課 ‑特7‑（女）

2020年
- 成群結伴！西頓學園（揚揚）
- 怕痛的我，把防禦力點滿就對了（奏[7]、老師）
- 奇幻☆怪盜？（瑪莉亞·葛雷涅）
- 科學超電磁砲T（白井黑子[8]）
- 異世界四重奏2（碧翠絲）
- 聽我的電波吧（中原芽衣子）
- Re:從零開始的異世界生活 2nd season（碧翠絲）
- 在魔王城說晚安（印章貓）

2021年
- EX-ARM（宗像香織）
- 半妖的夜叉姬（婆婆）
- 美麗新世界 The Animation（八代）
- 七騎士 革命 -英雄的繼承者-（レイチェル）
- 入間同學入魔了！ 第2期（斯特拉斯·蘇姬）
- EDENS ZERO 伊甸星原（沙發洋芋）
- 名偵探柯南（經紀人）
- 進化果實～不知不覺踏上勝利的人生～（羊[9]、旁白）

2022年
- 自稱賢者弟子的賢者（莉莉）
- 境界戰機（高柳祐奈）
- 小鳥之翼（伊勢芝九葉[10]）
- OVERLORD IV（佩絲特妮·S·汪可）
- 菜鳥鍊金術師開店營業中（耶爾茲）
- 入間同學入魔了！ 第3期（斯特拉斯·蘇姬）

2023年
- 怕痛的我，把防禦力點滿就對了2（奏[11]）
- 妖幻三重奏（二之曲啵之助[12]）
- 冒險大陸 阿尼亞王國（阿敏、動物們）
- 小鳥之翼 Season 2（伊勢芝九葉）
- 和山田談場Lv999的戀愛（佐佐木母）
- EDENS ZERO 伊甸星原 第2期（沙發洋芋）
- 五等分的新娘∽（小菊）
- 川越男子歌唱團（出井美空）

2024年
- 小酒館Basue（女魔導士）
- 從Lv2開始開外掛的前勇者候補過著悠哉異世界生活（芙芬[13]）
- FAIRY TAIL魔導少年 百年任務（碧絲卡·穆蘭）
- 地下城中的人（賓奇）
- 這個世界漏洞百出（茜[14]）
- Re:從零開始的異世界生活 3rd season（碧翠絲[15]）
- 聽說你們要結婚！？（拓也的祖母）

2025年
- mono女孩（春乃的祖母）
- WITCH WATCH 魔女守護者（清宮節子）
- 9-nine- 支配者的王冠（蘇菲堤雅[16]）

2026年
- Re:從零開始的異世界生活 4th season（碧翠絲[17]）

時期未定
- 科學超電磁砲（第4期）（白井黑子[18]）

### OVA
- 屍體派對（篠原世以子）

2008年
- 名偵探柯南 女高中生偵探鈴木園子的事件簿（西崎榮子）

2009年
- 出包王女（沛凱）

2010年
- 百合星人奈緒子美眉（奈緒子）
- 科学超电磁炮EX Someone is watching you（白井黑子）

2013年
- 問題兒童都來自異世界？（白夜叉）
- 人魚又上鉤（若菜千繪里）※漫畫第9集附DVD特裝版

2016年
- FAIRY TAIL 妖精們的聖誕節（比絲卡）

2018年
- Re:從零開始的異世界生活 Memory Snow（碧翠絲[19]）

### 劇場版動畫
2005年
- 阿貴 THE MOVIE 「チェルシーの逆襲」（ジャスミン）
- 機動戰士Z鋼彈 星之繼承者 （花‧園麗）
- 機動戰士Z鋼彈 戀人們（花‧園麗）

2006年
- 機動戰士Z鋼彈 星辰鼓動之愛（花‧園麗）

2007年
- 劇場版 灼眼的夏娜（燐子）

2013年
- 劇場版 魔法禁書目錄 -安迪米昂的奇蹟-（白井黑子）

2015年
- 機動戰士鋼彈 The Origin II-悲傷的阿爾黛西亞 （哈囉）

2016年
- POP IN Q（路皮[20]）

2017年
- 劇場版 妄想學生會（畑蘭子）

2019年
- Code Geass 復活的魯路修 （篠崎咲世子）

2021年
- 劇場版 妄想學生會 2（畑蘭子）

2022年
- 機動戰士鋼彈 庫克羅斯·德安之島（米萊·八洲、哈囉、キッカ・キタモト）
- 異世界四重奏〜Another World〜（碧翠絲）

### 網路動畫
2024年
- Fate/Grand Order 搞不懂的藤丸立香 第2期（桑丘·潘薩、巨大幽靈）

### 遊戲
- 魔法禁书目录&科学超电磁炮系列（白井黑子）
- SD鋼彈 GGENERATION SPIRITS（ファ・ユイリィ、フローレンス・キリシマ）
- SD鋼彈 GGENERATION WARS（ファ・ユイリィ、フローレンス・キリシマ）
- 鋼彈激鬥年代記（ファ・ユイリィ）
- ガンダムバトルユニバース（ファ・ユイリィ）
- 鋼彈無雙（ファ・ユイリィ）
- Crash Tag Team Racing（ココ・バンディクー）
- Code Geass 反叛的魯路修 LOST COLORS（ノネット）
- 這個美妙的世界（八代卯月）
- 超級機器人大戰A PORTABLE（花‧園麗）
- 超級機器人大戰Z（花‧園麗）
- 超級機器人大戰Z 特別篇圓盤（花‧園麗）
- 蒼穹之戰神（要咲良）
- 大正野球娘 〜少女們的青春日記〜（安娜・卡特蘭德）
- 宵星傳奇（ゴーシュ、クローム/クロームドラゴン、シルフ、ミムラ、一般人他）
- 緋夜傳奇（シアリーズ）
- 數碼寶貝拯救隊 另一個任務（兒童）
- 光速大冒險PIPOPA（小波）
- 水的旋律（日下部仁美）
- 英雄傳說VI「空之軌跡」（桃樂絲·海婭特）
- 屍體派對 血腥籠罩之恐懼再現（コープスパーティー ブラッドカバー リピーティッドフィアー)（篠原世以子）
- 屍體派對 暗影之書（コープスパーティー Book of Shadows）（篠原世以子）
- 屍體派對 - THE ANTHOLOGY- 幸子的戀愛遊戲 Hysteric Birthday 2U （コープスパーティー -THE ANTHOLOGY- サチコの恋愛遊戯Hysteric Birthday 2U）（篠原世以子）
- 屍體派對 BLOOD DRIVE (コープスパーティー BLOOD DRIVE）（篠原世以子）
- 屍體派對 血腥籠罩之恐懼再現3DS  (コープスパーティー ブラッドカバー リピーティッドフィアー）（篠原世以子）
- 白貓Project（索亞拉・帕諾斯）
- Crash Fever（白井黑子）
- 聖火降魔錄 英雄雲集（洛基）
- 緋夜傳奇（希亞莉茲、瑟莉卡·克拉弗）
- 麻雀一番街（三宅環奈、九鬼蓮心）
- 薑餅人王國（紅蘿蔔餅乾）
- 勝利女神：妮姬（舒恩）
- 怪物彈珠（潔蕾）
- 絕區零（亞歷山德麗娜·莎芭絲緹安）
- 碧藍航線 (Z52/柯妮)

未知時期
- 二重螺旋（塔比瑟）

### 外語片配音
- Caitlin's Way（ケイトリン）
- 醜女貝蒂
- 動物屋（シェリー）
- 失蹤現場 第三季（シャンタル #14）
- 史蒂芬一家（露比）
- 筆仙
- 魔女薩賓娜（グエン（タラ・ストロング））
- 白宮風雲 第四季（ゾーイ・バートレット）
- 芝加哥希望（ダニア）
- 七月四日誕生
- 小查與寇弟的頂級生活（頂上‧蘭）
- 蜘蛛人（サリージョンソン）
- 誰都有秘密
- 巴爾札克與小裁縫
- 不簡單的任務
- 芝加哥打鬼（ティナ）
- 逃出法蘭西（莎拉）
- 執法悍將（キャミィ#221）
- 粉紅豹※2006年版
- 拳霸（ワン）

### 特攝劇
2018年
- 快盜戰隊魯邦連者VS警察戰隊巡邏連者（逎尤・卡帕潔）

## 外部連結
- 官方個人資料（日語）
- 新官方網站 （页面存档备份，存于）（日語）
- 新井里美的X（前Twitter）（日語）